# Тайванська чайна культура

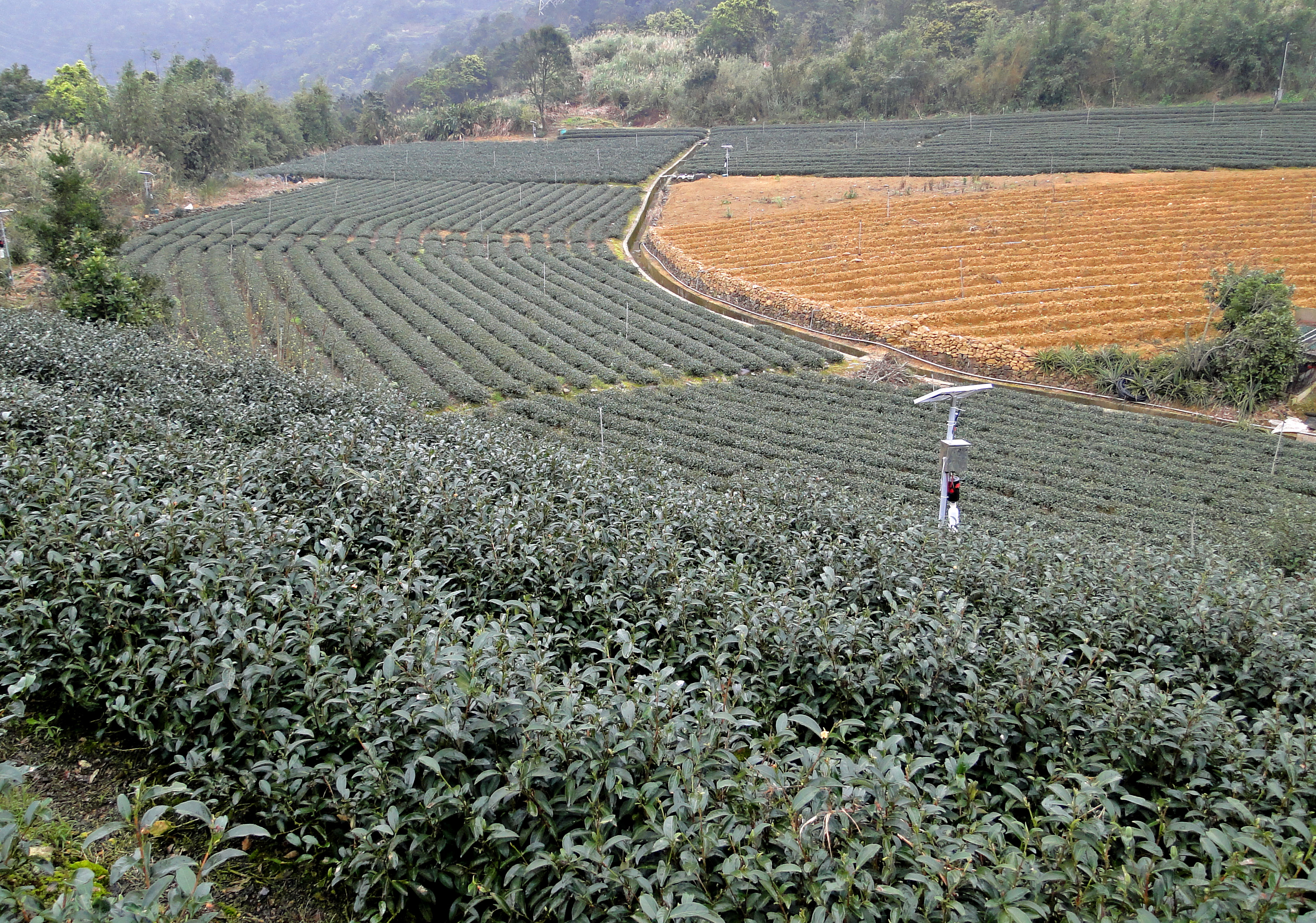
Чайна плантація в Пінліні

Тайванська чайна культура охоплює чайне мистецтво, традиційні чайні церемонії та соціальні аспекти споживання чаю на Тайвані. Його коріння можна простежити до китайської чайної культури. У культурі чаювання можна побачити багато класичних мистецтв, наприклад каліграфію, квіткове мистецтво та мистецтво пахощів. Чай, особливо улун, є популярним напоєм на Тайвані, чайхани або магазини «чайного мистецтва» є поширеними.

## Історія
Коріння тайванської чайної культури є китайськими, однак клімат і ландшафт привели до розвитку унікальної чайної культури. Зокрема поштовхом до розвитку послужили високі гори.
Чайне мистецтво острівної держави — це китайське мистецтво, яке зазнало впливу західної культури. Чайна церемонія ґунфу неофіційно називається лаоженьча, або «чай старих», яка зародилася в Китаї та процвітає на Тайвані.
Традиційно наголос робився на чаї одного походження, але у 21 столітті високоякісні змішані чаї набули популярності. Традиційне чаювання сюнь, тобто приготування чаю із висушених пелюсток або тичинок квітів, також пережило відродження.